# Frank P. Bibas
Frank Percy Bibas (* 17. Januar 1917 in New York City; † 16. Oktober 1997 in Fort Myers, Florida) war ein US-amerikanischer Filmproduzent, Drehbuchautor und Filmschaffender, der 1962 mit einem Oscar für seinen Dokumentar-Kurzfilm Project Hope ausgezeichnet worden ist.

## Biografie
Bibas, der im Zweiten Weltkrieg über 100 Kampfeinsätze als Pilot der United States Army Air Forces (USAAF) flog, arbeitete ab 1958 als Produzent bzw. Drehbuchautor für diverse Folgen der Fernsehminiserie The Veil, in der der Schauspieler Boris Karloff übernatürliche Ereignisse und Unerklärliches präsentierte. Destination Nightmare bildete den Pilotfilm für die Serie und der Horrorfilm The Veil den Abschluss.
1962 wurde Bibas in der Kategorie „Bester Dokumentar-Kurzfilm“ für seinen Film über die Jungfernfahrt des Krankenhausschiffes „SS Hope“ mit einem Oscar ausgezeichnet. Der Film wurde 2006 in die National Film Registry aufgenommen, ein Verzeichnis US-amerikanischer Filme, die als besonders erhaltenswert angesehen werden.
Bibas produzierte zudem über 3000 Radio- und Fernseh-Werbespots, darunter etliche in Amerika besonders bekannte.
Frank Percy Bibas, der mit Susan Ellis Bibas verheiratet war, starb 1997 80-jährig in Fort Myers.

## Filmografie (Auswahl)
Produzent
- 1958: The Veil (Fernsehminiserie, 8 Folgen; auch Drehbuchautor)
- 1958: Jack the Ripper (Fernsehfilm)
- 1958: Destination Nightmare (Fernsehfilm)
- 1958: The Veil (Fernsehfilm)
- 1958: Project Hope (Dokumentar-Kurzfilm)

Regisseur/Co-Regisseur
- 1958: The Veil (Fernsehminiserie, Folge Food on the Table)
- 1958: The Veil (Fernsehminiserie, 4 Folgen)
- 1958: Jack the Ripper (Fernsehfilm)
- 1961: Project Hope (Dokumentar-Kurzfilm)

## Auszeichnungen
- 1962: Oscargewinner mit dem Film  Project Hope

militärische Auszeichnungen
- Medaille Europa-Afrika-Nahost-Kampagne
- 2. Weltkriegs-Medaille